# Massanig
Massanig ist eine Ortschaft in der Gemeinde Weitensfeld im Gurktal im Bezirk St. Veit an der Glan in Kärnten. Die Ortschaft hat 0 Einwohner (Stand 1. Jänner 2024).

## Lage
Massanig liegt rechts, also schattseitig, im Gurktal, auf dem Gebiet der Katastralgemeinde Linder, östlich des Gemeindehauptorts Weitensfeld. Die Ortschaft besteht aus dem Hof Huber (Nr. 7 und 9), der bei der Mündung des Massanigerbachs in die Gurk liegt.
Die übrigen Höfe, die früher zur Ortschaft gehörten und höher oben am Freithofer Berg eine Streusiedlung mit einer Ausdehnung von etwa 2 km bildeten, existieren alle nicht mehr. Im Franziszeischen Kataster waren hier die Höfe Zirnbauer, Pichs, Steiner, Sabitzer und Bucher verzeichnet.

## Geschichte
Der Ortsname kommt vom slowenischen Osojnik, das Schattseite bedeutet.
Bei Gründung der Ortsgemeinden Mitte des 19. Jahrhunderts kam Massanig an die Gemeinde Weitensfeld. 
Bei der Kärntner Gemeindestrukturreform von 1973 kam Massanig an die damals neu errichtete Gemeinde Weitensfeld-Flattnitz, bei deren Auflösung 1991 wieder zur Gemeinde Weitensfeld im Gurktal.

## Bevölkerungsentwicklung
Für die Ortschaft ermittelte man folgende Einwohnerzahlen:
- 1869: 3 Häuser, 25 Einwohner[2]
- 1880: 4 Häuser, 30 Einwohner[3]
- 1890: 5 Häuser, 27 Einwohner[4]
- 1900: 5 Häuser, 27 Einwohner[5]
- 1910: 4 Häuser, 30 Einwohner[6]
- 1923: 3 Häuser, 18 Einwohner[7]
- 1934: 6 Einwohner[8]
- 1961: 2 Häuser, 7 Einwohner[9]
- 2001: 2 Gebäude (davon 1 mit Hauptwohnsitz) mit 2 Wohnungen; 1 Einwohner und 0 Nebenwohnsitzfälle; 1 Haushalt; 0 Arbeitsstätten, 0 land- und forstwirtschaftliche Betriebe[10]
- 2011: 2 Gebäude, 0 Einwohner, 0 Haushalte, 0 Arbeitsstätten[11]
- 2021: 2 Gebäude, 0 Einwohner, 0 Haushalte, 0 Arbeitsstätten[12]